# Euparkerella cochranae
Euparkerella cochranae es una especie de anfibio anuro de la familia Strabomantidae.
Es endémica de Brasil.